# Udacity
Udacity est une entreprise numérique proposant des formations en ligne ouvertes à tous fondée en février 2012.

## Historique
En 2011, Sebastian Thrun, alors professeur d'informatique à l'université Stanford propose un cours en ligne gratuit d'introduction à l'intelligence artificielle. Le succès impressionnant du cours, qui est suivi par plus de 160 000 étudiants l'incite à quitter son poste pour lancer une plateforme de formations en ligne ouvertes à tous (Massive open online course, MOOC), Udacity. Le lancement de la start-up est annoncé pendant la conférence Digital Life Design en janvier 2012. Les deux premiers cours sont respectivement consacrés à la programmation d'un moteur de recherche et d'une voiture robotisée.
Le succès initial est rapide : dès août 2012, le site a déjà enregistré 740 000 inscriptions. Sebastian Thrun est cependant très insatisfait des statistiques qui montrent qu'un pourcentage très faible des étudiants inscrits terminent effectivement les cours proposés avec succès. Il annonce en novembre 2013 une ré-orientation du site vers une offre professionnelle basée sur des nano-degrees développés en partenariat avec des industriels. En 2014, Udacity s'associe avec le Georgia Institute of Technology pour lancer un Master's degree d'informatique entièrement en ligne dont le coût est très inférieur à celui du diplôme traditionnel équivalent.
Après plusieurs années de croissance, l'entreprise éprouve des difficultés à partir de 2018. En avril 2019, un plan de restructuration comprenant le licenciement de 20% des salariés est annoncé.